# Bertrand Meyer
Bertrand Meyer (Parigi, 21 novembre 1950) è un ingegnere francese.
È accademico, autore e consulente nel campo dei linguaggi informatici. Ha creato il linguaggio di programmazione Eiffel e l'idea del design per contratto.

## Biografia
Bertrand Meyer ha conseguito un master in ingegneria presso l'École Polytechnique di Parigi, un secondo master presso la Stanford University e un dottorato di ricerca presso l'Université de Nancy. Ha svolto una carriera tecnica e manageriale per nove anni presso Électricité de France e per tre anni è stato membro della facoltà dell'Università della California, a Santa Barbara.
Dall'ottobre 2001 all'inizio del 2016 è stato professore di ingegneria del software all'ETH di Zurigo, l'Istituto Federale Svizzero di Tecnologia, dove ha svolto attività di ricerca sulla costruzione di componenti affidabili (elementi software riutilizzabili) con un livello di qualità garantito. È stato presidente del dipartimento di informatica dell'ETH dal 2004 al 2006 e per 13 anni (2003-2015) ha insegnato al corso di introduzione alla programmazione tenuto da tutti gli studenti di informatica dell'ETH, risultando in un libro di testo di programmazione ampiamente diffuso, Touch of Class (Springer).
Attualmente è professore di ingegneria del software (emerito) presso l'ETH di Zurigo e di cui è presidente di ingegneria del software.
Le altre attività di Meyer includono cattedre associate presso l'Università di Innopolis e, nel 2015-2016, una cattedra di eccellenza presso l'Università di Tolosa. Dal 1998 al 2003 è stato professore a contratto presso la Monash University di Melbourne, in Australia. È membro dell'Accademia francese delle tecnologie. È rettore e presidente di ingegneria del software presso l'Istituto di tecnologia di Sciaffusa (SIT). È anche attivo come consulente (progettazione di sistemi orientati agli oggetti, revisioni architettoniche, valutazione tecnologica), formatore in tecnologia a oggetti e altri argomenti software e relatore in conferenze. Per molti anni Meyer è stato attivo in questioni di ricerca e politica dell'istruzione ed è stato il presidente fondatore (2006–2011) di Informatics Europe, l'associazione dei dipartimenti europei di informatica.

## Linguaggi informatici
Meyer persegue l'ideale di linguaggi informatici semplici, eleganti e di facile utilizzo ed è uno dei primi e più accesi sostenitori della programmazione orientata agli oggetti (OOP). Il suo libro Object-Oriented Software Construction è uno dei primi e più completi lavori che presentano il caso dell'OOP. Altri libri che ha scritto includono Eiffel: The Language (una descrizione del linguaggio Eiffel), Object Success (una discussione sulla tecnologia degli oggetti per i manager), Software riutilizzabile (una discussione sui problemi e le soluzioni del riutilizzo), Introduzione alla teoria dei linguaggi di programmazione e tocco di classe. È autore di numerosi articoli e curato atti di convegni.
Le sue esperienze con la tecnologia degli oggetti attraverso il linguaggio Simula, così come i primi lavori sui tipi di dati astratti e sulle specifiche formali (inclusa la notazione Z), hanno fornito alcune delle basi per lo sviluppo di Eiffel. Eiffel è stato il pioniere di altri linguaggi tra cui Java, C # e Python: senza Eiffel non ci sarebbero tali linguaggi.

## Premi
Nel 2005, Meyer è stato il vincitore del "premio senior" del primo premio AITO Dahl-Nygaard. Questo premio, che prende il nome dai due creatori della tecnologia degli oggetti, viene assegnato ogni anno a un ricercatore senior e uno junior che hanno dato un contributo tecnico significativo al campo dell'Orientamento agli oggetti.
Meyer ha ricevuto dottorati onorari dall'Università ITMO di San Pietroburgo, Russia (2004) e dall'Università di York, Regno Unito (2015).
Nel 2006, Meyer ha ricevuto il Software System Award dell'ACM per "impatto sulla qualità del software" in riconoscimento del design di Eiffel.  È un membro dell'ACM dal 2008. È anche il vincitore nel 2009 dell'Harlan Mills Award della IEEE Computer Society.